# Lluís Torlá
Lluís Torlá (ur. 2 października 1989 w Castellón de la Plana) – hiszpański lekkoatleta specjalizujący się w chodzie sportowym.
Międzynarodową karierę rozpoczynał w 2006 roku od zajęcia piątej pozycji w mistrzostwach świata juniorów. W 2007 i 2008 zdobywał brązowe medale kolejno mistrzostw Europy juniorów i juniorskich mistrzostw globu. Uczestnik pucharu Europy i pucharu świata w chodzie sportowym. 
Rekordy życiowe: chód na 10000 metrów – 40:29,57 (11 lipca 2008, Bydgoszcz); chód na 10 km – 40:21 (10 maja 2008, Czeboksary).

## Osiągnięcia
| Rok  | Impreza                           | Miejsce              | Konkurencja              | Lokata     | Wynik    |
| ---- | --------------------------------- | -------------------- | ------------------------ | ---------- | -------- |
| 2006 | Mistrzostwa świata juniorów       | Pekin                | chód na 10000 m          | 5. miejsce | 44:12,56 |
| 2007 | Puchar Europy w chodzie sportowym | Royal Leamington Spa | chód na 10 km (juniorzy) | 5. miejsce | 41:46    |
| 2007 | Mistrzostwa Europy juniorów       | Hengelo              | chód na 10000 m          | 3. miejsce | 41:06,32 |
| 2008 | Puchar świata w chodzie sportowym | Czeboksary           | chód na 10 km (juniorzy) | 4. miejsce | 42:12    |
| 2008 | Mistrzostwa świata juniorów       | Bydgoszcz            | chód na 10000 m          | 3. miejsce | 40:29,57 |